# Séminaire féminin

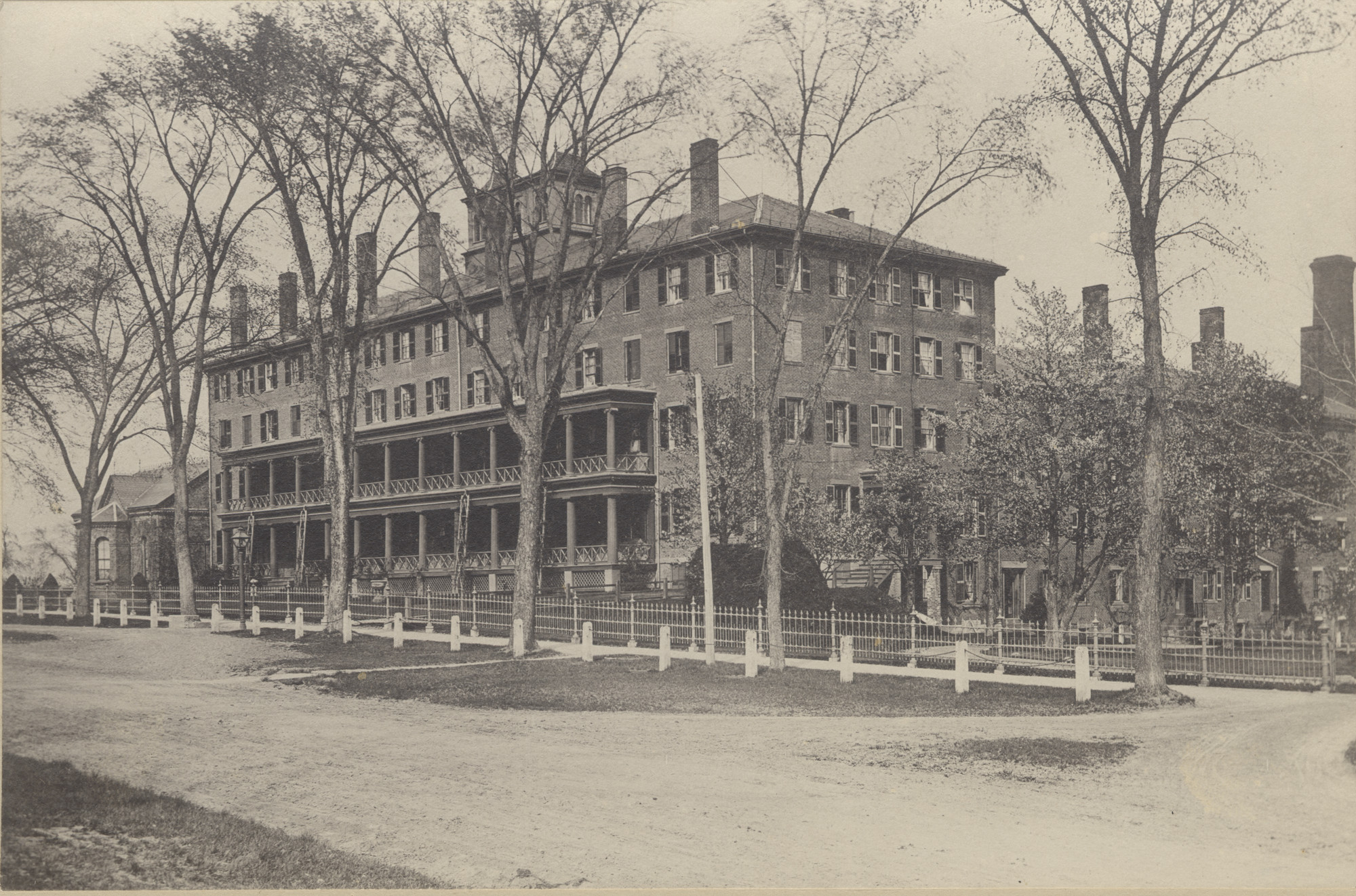
Séminaire féminin Mount Holyoke à South Hadley dans le Massachusetts en 1886.

Un séminaire féminin ou séminaire pour jeunes femmes est un établissement d'enseignement privé pour les jeunes femmes donnant un enseignement secondaire de qualité et une formation post secondaire de type propédeutique. Ces établissements étaient populaires, surtout aux États-Unis, au XIXe et au début du XXe siècle, quand les possibilités d'éducation pour les femmes étaient rares. La création de ces séminaires a joué un rôle dans la remarquable transformation du système éducatif américain dans la période 1820-1850.
En soutenant l'instruction avancée des femmes, les séminaires féminins ont participé à une tendance croissante en faveur de l'égalité des femmes avec les hommes,. Certains font remonter les racines des séminaires à 1815 et considèrent qu'ils étaient au confluent de divers mouvements de libération,,.
Certains de ces séminaires ont progressivement évolué pour devenir des collèges universitaires qui sont des universités offrant des programmes de premier cycle universitaire conduisant à des baccalauréats universitaires (licence) au bout de quatre ans.

## Histoire
Le Bethlehem Female Seminary  a été fondé en 1742 à Germantown, en Pennsylvanie. Tout d'abord séminaire féminin, il est plus tard devenu le Moravian Seminary and College for Women. Par la suite, il a fusionné avec des écoles voisines pour devenir le coeducational Moravian College (coeducational signifie mixte).
Le Girls' School of the Single Sister's House a été fondé en 1772 dans ce qui est maintenant Winston-Salem, en Caroline du Nord. Initialement créé comme une école primaire, il est devenu plus tard une « académie » (high school) et enfin un collège (université). Il est le plus ancien établissement d'enseignement féminin qui est encore un collège universitaire féminin (Salem College), et la plus ancienne institution de femmes dans le Sud des États-Unis.
Les séminaires féminins étaient un phénomène culturel à travers les États-Unis au milieu du XIXe siècle. Ils ont succédé aux pensionnats, qui avaient offert une atmosphère plus familiale. En revanche, les séminaires étaient souvent de plus grandes institutions dirigées par des enseignants plus professionnalisés, un équivalent aux collèges universitaires réservés aux hommes. Cette parité entre l'éducation des hommes et des femmes avait été demandée par des éducateurs notables et des militants des droits des femmes, comme Emma Willard et Catharine Beecher.
Emma Willard a fondé le Troy Female Seminary en 1821, qui est considéré comme le premier établissement d'enseignement supérieur pour femmes aux États-Unis. Catharine Beecher (la sœur de Harriet Beecher Stowe) a fondé le Hartford Female Seminary en 1823, a promu l'éducation des femmes dans l'Ouest américain dans les années 1830, et en 1851 a créé l'Association pour l'éducation des femmes américaines (American Women's Educational Association). L'éducation des filles comportait plusieurs enjeux qui ont été reflétés dans le nom même de séminaire :

« Au début du XIXe siècle, le mot séminaire a commencé à remplacer le mot académie. Le nouveau mot connotait un certain sérieux. Le séminaire se voyait principalement comme une préparation professionnelle. Les séminaires pour garçons préparaient les étudiants aux ministères religieux; les séminaires pour filles ont pris comme première tâche la préparation des filles pour l'enseignement et la fonction de mère dans une optique humaniste républicaine »

.
Des 6 085 séminaires et académies actifs aux États-Unis vers 1850, une bonne moitié était consacrée aux femmes, plusieurs ayant été établis par des chrétiens évangéliques. Les séminaires féminins ont contribué à l'énorme croissance de l'alphabétisation des filles ; leur taux d'alphabétisation passant de la moitié à l'égal de celui des garçons.
Plusieurs séminaires ont été convertis en établissements mixtes. Par exemple, le Green River Female Academy dans le comté de Todd au Kentucky a accepté les garçons et a changé son nom. Il est maintenant connu sous le nom d'université des Cumberlands (en).